# Vår Herre Krist till Jordan gick

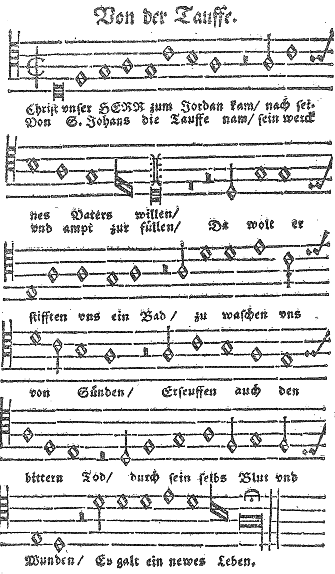
Luthers psalm i Geistliche lieder D. Martin Luth. und anderer frommen Christen, nach Ordnung der Jarzeit, mit Collecten und Gebeten, Breslau 1577.

Vår Herre Krist till Jordan gick är en tysk doppsalm av Martin Luther med sju verser, diktad 1541. På tyska lyder första raden Christ, unser Herr, zum Jordan kam. Tre svenska översättningar har gjorts:
- av okänd översättare med titeln Vår Herre Krist kom till Jordan och med sju verser.
- av Haquin Spegel med titeln Vår Herre Krist till Jordan gick och med sju verser. I en version tryckt 1767 anges upphov av "D. L, D. Sp" vilket innebär att Martin Luther skrev texten och översättning gjordes av Haquin Spegel.
- av Johan Alfred Eklund med titeln När till Jordan vår Herre drog och med fem verser. Den bearbetades senare av Paul Nilsson 1907.

De två första översättningarna är publicerade som nr 12 och nr 13 i 1695 års psalmbok och har båda samma melodi som det tyska originalet. Den tredje översättningen har en tonsättning från 1524 som enligt Koralbok för Nya psalmer, 1921 är samma melodi som till psalmen Jag tror på Gud och vet (1819 nr 380).

## Publicerad som
Vår Herre Krist kom till Jordan
- 1572 års psalmbok med titeln WÅr HERre Christ kom til Jordan under rubriken "Om Döpelsen".[1]
- Göteborgspsalmboken under rubriken "Om Döpelsen".[2] Finns på Wikisource.
- Den svenska psalmboken 1694 som nummer 13 under rubriken "Om Döpelsen".[3]
- Den svenska psalmboken 1695 som nummer 12 under rubriken "Catechismus författad i Sånger: Om Döpelsen".

Vår Herre Krist till Jordan gick
- Den svenska psalmboken 1694 som nummer 14 under rubriken "Om Döpelsen".[3]
- Den svenska psalmboken 1695 som nummer 13 under rubriken "Catechismus författad i Sånger: Om Döpelsen". Finns på Wikisource.
- Luthersk psalmbok nr 770 med titeln " Vår Herre Krist till Jordan gick"

När till Jordan vår Herre drog
- Nya psalmer 1921, tillägget till 1819 års psalmbok, som nummer 554 under rubriken "Kyrkan och nådemedlen: Dopet".
- Finlandssvenska psalmboken 1986 som nummer 210 under rubriken "Dopet".